# Zöge von Manteuffel
Zöge von Manteuffel är en livländsk (balttysk) gren av den gamla tyska adelssläkten Manteuffel, som från Pommern spritt sig till andra delar av norra Tyskland och Östersjöprovinserna samt även till Sverige, där en medlem av släkten (Otto Jakob Zöge von Manteuffel) vann inträde på Riddarhuset år 1751. Den svenska ättegrenen utslocknade 1796 med honom.